# Józef Keller
Józef Keller (ur. 7 czerwca 1911 w Pabianicach, zm. 5 listopada 2002 w Warszawie) – polski etyk, religioznawca, badacz historii Kościoła katolickiego i jego doktryny społeczno-politycznej, informator/tajny współpracownik SB o ps. "Ostrożny"/"Adam Piotrowski".

## Życiorys
Był synem Krystiana Kellera i Władysławy z d. Madey. Jego rodzice mieli gospodarstwo rolne (6 ha).
W 1929 ukończył gimnazjum w Pabianicach, następnie rozpoczął studia na Wydziale Architektury Politechniki Warszawskiej, jednak przerwał je ze względów finansowych. W 1930 wstąpił do Wyższego Seminarium Duchownego w Łodzi. Święcenia kapłańskie przyjął 28 lipca 1935 w diecezji lubelskiej. Następnie studiował na Wydziale Teologii Katolickiej Uniwersytetu Warszawskiego. Tam w 1937 obronił pracę magisterską, a w 1938 pracę doktorską Afekty w nauce św. Tomasza z Akwinu napisaną pod kierunkiem Zygmunta Kozubskiego. Od 1938 mieszkał i pracował w Tomaszowie Mazowieckim, w kościele św. Wacława. W okresie II wojny światowej przebywał w Warszawie, po wojnie zamieszkał w Łodzi, pracował w parafii katedralnej.
W roku akademickim 1946/1947 rozpoczął pracę na Wydziale Teologii Katolickiego Uniwersytetu Lubelskiego, wykładał etykę i teologię moralną ogólną. W 1950 uzyskał na Wydziale Teologii Katolickiej UW stopień doktora habilitowanego na podstawie pracy Czyn jako wyraz postawy moralnej Augusta Cieszkowskiego. W 1954 wydał pracę Etyka. Tom I. Zagadnienia etyki ogólnej, w 1957 Etyka katolicka. Część I. W maszynopisie pozostał drugi tom Etyki katolickiej poświęcony teologii moralnej szczegółowej. W 1954 członkiem Komisji Intelektualistów i Działaczy Katolickich, należał do tzw. księży patriotów. Publikował w prasie związanej ze Stowarzyszeniem „Pax”, popierał w nich ustrój socjalistyczny i władze komunistyczne. Był już wówczas w związku nieformalnym z kobietą. Wiosną 1956 odbył podróż do  Demokratycznej Republiki Wietnamu, gdzie zachęcał miejscowych katolików do pozostania w tym kraju i zaniechania ucieczek do  Republiki Wietnamu. Na żądanie Stolicy Apostolskiej został przez władze KUL-u wezwany do złożenia wyjaśnień. Zamiast tego 31 lipca 1957 zrezygnował z pracy i następnie porzucił stan kapłański.
Od 1958 pracował w Instytucie Filozofii i Socjologii Polskiej Akademii Nauk, był współorganizatorem Zakładu Religioznawstwa (po 1969 Zakład Teorii i Historii Religii). Od 1965 do 1981 był kierownikiem Zakładu Historii Chrześcijaństwa i Myśli Chrześcijańskiej. W swoich pracach w tym okresie był krytykiem moralności i etyki katolickiej. Zajmował się także badaniami religioznawczymi w ujęciu marksistowskim, negował historyczność postaci Jezusa Chrystusa. Należał do autorów opublikowanego w 1972 tomu Wybrane problemy marksistowskiego religioznawstwa.
Od 1965 do 1973 był prezesem Polskiego Towarzystwa Religioznawczego.
W 1960 wszedł w skład rady wydawniczej pisma Euhemer. W latach 1969–1973 był redaktorem naczelnym półrocznika „Studia Religioznawcze”.

## Współpraca z SB
W latach 1955-1970 był informatorem a następnie tajnym współpracownikiem aparatu bezpieczeństwa o pseudonimach: "Ostrożny" i "Adam Piotrowski". Donosił na środowiska kościelne i naukowe, ze szczególnym uwzględnieniem Katolickiego Uniwersytetu Lubelskiego oraz Instytutu Filozofii i Socjologii Polskiej Akademii Nauk. W jego teczce pracy zachowało się sporo doniesień na temat osób duchownych, w tym pracowników naukowych i studentów KUL (m.in. tych, którzy zrobili później karierę w Kościele – zostali biskupami czy objęli inne eksponowane stanowiska). Wśród nich są m.in. charakterystyki: Antoniego Baraniaka, Karola Wojtyły, Stefana Bareły, Józefa Drzazgi, Jana Mazura, Tomasza Wilczyńskiego, Bohdana Bejzego, Jana Fondalińskiego, Henryka Gulbinowicza. Henryka Strąkowskiego i Józefa Majki. Po zatrudnieniu w IFiS PAN donosił przede wszstkim na środowisko naukowe w Warszawie, a szczególnie pracowników naukowych UW i Polskiej Akademii Nauk. Struktura informacji przekazywanych SB przez Kellera na temat świata nauki nie różniła się od tej związanej z Kościołem katolickim. Najczęściej koncentrował się na osobach, których postępowanie oraz twórczość naukową krytycznie oceniał. Jego ostatnie zachowane doniesienie pochodzi z 1970 r. W 1988 został na kilka miesięcy pozyskany do współpracy jako konsultant o ps. „Profesor”. Miał za zadanie sporządzać opinie eksperckie na temat różnych zagadnień związanych z Kościołem katolickim i innymi wyznaniami funkcjonującymi w PRL. Do transformacji ustrojowej zdążył przygotować niewielką liczbę materiałów. W maju 1989 r. zakomunikował swojemu oficerowi prowadzącemu, że nie ma ochoty na dalszą współpracę.

## Prace naukowe
Jest autorem ponad 200 publikacji, w tym:
- Czyn jako wyraz postawy moralnej A. Cieszkowskiego (1948)
- Etyka (1954–1957, 2 tomy)
- Etyka katolicka (1957)
- Pojęcie, geneza i struktura religii (1967)
- Szkice o moralności katolickiej (1967)
- Zarys dziejów religii (1968, wyd. 2 1975, wyd. 6 1988)
- (red. wspólnie z Zygmuntem Poniatowskim) Studia o modernistach katolickich (1968)[9]
- Katolicyzm jako religia i ideologia (1969)
- Od Mojżesza do Mahometa (1969)
- Zwyczaje, obrzędy i symbole religijne (1974)
- Kultura a religia (1977)
- Zarys religioznawstwa marksistowskiego (cz. 1–2 1981–1982)
- Prawosławie (1982)